# Carl Ritter von Ghega
Carl von Ghega, född 10 januari 1802, död 14 mars 1860, var en österrikisk järnvägskonstruktör i och arkitekten bakom Semmeringbanan mellan Gloggnitz och Mürzzuschlag.
Enligt författarna till Encyclopedia of North American Railroads (på sida 493) var Carl Ritter von Ghega en etnisk italienare. Enligt boken Dictionary of American Family Names (på sida 31) så är Ghegan ett italienskt släktnamn. Enligt boken Export : Austrian Architecture in Europe (på sida 14) sägs det att han ”trots sitt italienska ursprung blev uppfostrad som österrikare och växte upp med tre språk (tyska, italienska och slovenska)”.
von Ghega föddes i Venedig, när staden tillhörde Österrike. Han studerade i Padua, där han disputerade i matematik vid 18 års ålder. Han började sin ingenjörskarriär i väg- och vattenbyggnad i Venedig. Bland de projekt som han bidrog till fanns byggandet av en väg över Cortina d'Ampezzo till Toblach-Dobbiaco. Från 1836 till 1840 ansvarade han för byggandet av en järnväg från Brno till Breclav. Vid den här tiden, 1836, åkte han även runt och studerade järnvägar i England och andra europeiska länder. År 1842 anförtroddes han hela planläggningen av den framtida statliga järnvägen och gjorde en studieresa till Nordamerika.
När han återvände till den statliga järnvägen började han planera en järnvägslinje söderut från Mürzzuschlag till Graz och Trieste. Att korsa Semmering ansågs inte möjligt vid denna tid, men så tidigt som 1844 lade han fram en plan för detta. Innan planen hade antagits började von Ghega påskynda utvecklandet av ett lokomotiv som kunde klara av den kraftiga stigningen på banan. Byggandet av Semmeringbahn påbörjades 1848. Carl von Ghega adlades 1851, innan Semmeringbanan färdigställts 1854, och fick därigenom titeln Ritter ("riddare").
Carl Ritter von Ghegas nästa uppgift var byggande av en järnväg i Transsylvanien, men han hann inte avsluta detta innan han 1860 avled i Wien av tuberkulos.